# Weißkopf-Kapuzineraffe
Der Weißkopf-Kapuzineraffe (Cebus leucocephalus) ist eine Primatenart aus der Familie der Kapuzinerartigen, die im nordöstlichen Kolumbien und im äußersten Nordwesten Venezuelas vorkommt. Das kleine Verbreitungsgebiet reicht in Kolumbien von der Cordillera Occidental bis in das Departamento de Norte de Santander und umfasst in Venezuela den Bundesstaat Zulia.

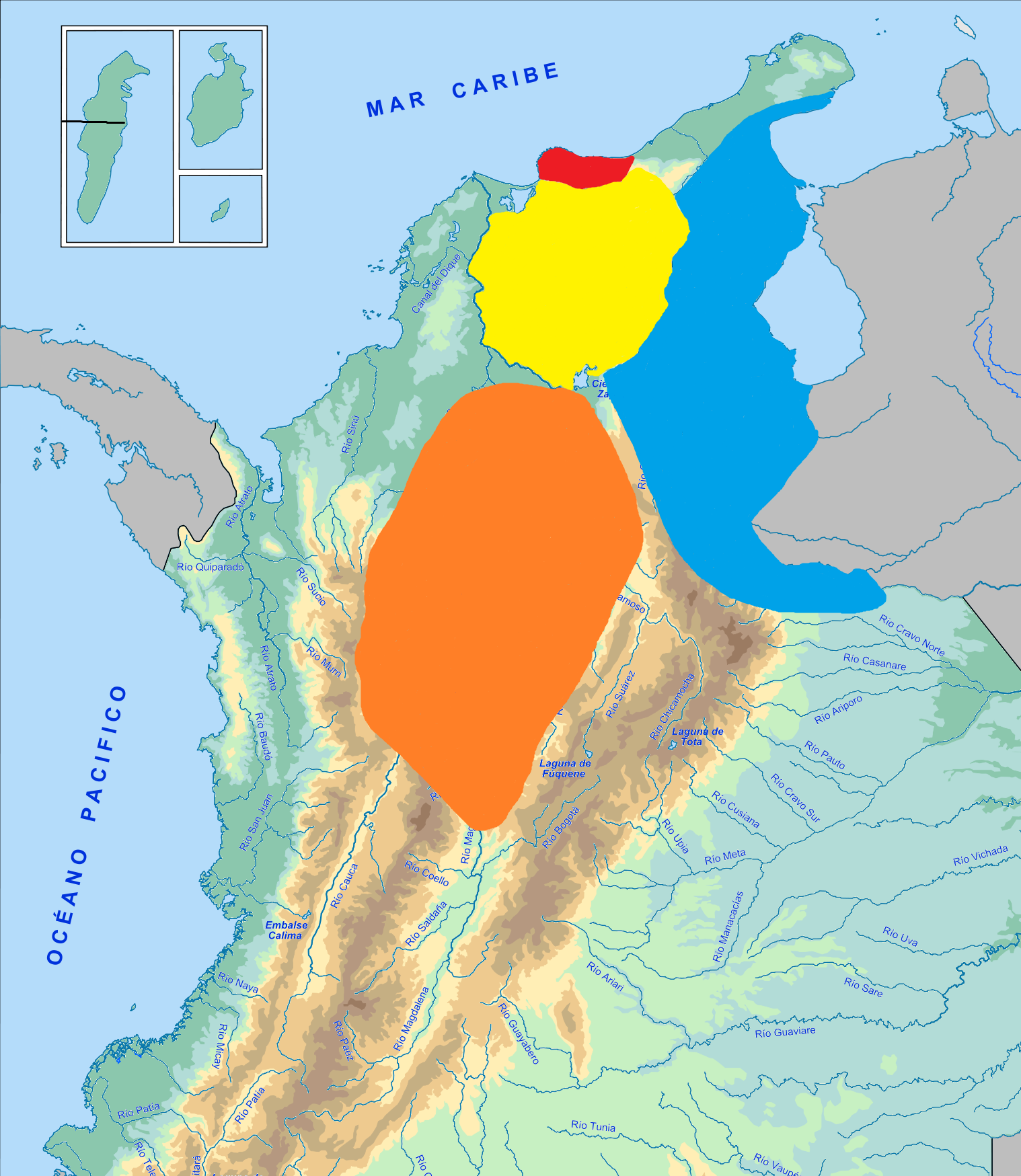
Verbreitungsgebiete der ungehaupten Kapuzineraffen im Norden Kolumbiens:
Weißkopf-Kapuzineraffe
Rio-Cesar-Kapuzineraffe
Santa-Marta-Kapuziner
Kolumbien-Kapuzineraffe

## Merkmale
Männliche Weißkopf-Kapuzineraffen erreichen eine Kopf-Rumpf-Länge von 37 bis 40,7 cm und haben einen 39 bis 50 cm langen Schwanz. Von weiblichen Tieren liegen keine Messungen vor. Unter allen Kapuzineraffen aus Venezuela und dem Norden Kolumbiens ist die Art diejenige mit dem dunkelsten Fell. Die Kopfkappe ist zimtfarben bis dunkelbraun. Der Rücken ist zimtfarben mit einer gelbbraunen Tönung am oberen Rücken und einem rußigen Einschlag auf dem unteren Rücken. Die Seiten sind tabakbraun. Die Schultern, die Außenseiten der Oberarme und die Innenseiten von Armen und Beinen sind ebenfalls zimtfarben. Die Außenseiten der Unterarme, die Unterschenkel, der Bauch und der untere Brustbereich haben die Tönung von gebrannter Siena. Der obere Brustbereich und die Innenseiten der Oberarme sind rötlich-orange. Hand- und Fußgelenke sowie die Oberseiten von Händen und Füßen sind rotbraun. Der Schwanz ist auf der Oberseite zimtfarben und wird zum Ende hin zunehmend heller. Auch die Schwanzunterseite ist hell.
Vom Westufer des Maracaibo-Sees bis zu den Osthängen der Sierra de Perijá in Venezuela gibt es eine Kapuzineraffenform, die deutlich heller ist als der Weißkopf-Kapuzineraffe, rötlichere Gliedmaßen hat und deren Rumpffarben mehr kontrastieren. Sie wurde 1949 durch den Mammalogen Philip Hershkovitz als Cebus albifrons adustus beschrieben (als Unterart des Weißstirn-Kapuzineraffen). Es könnte sich dabei um eine Morphe des Weißkopf-Kapuzineraffen handeln oder eine eigenständige Art darstellen.

## Lebensweise
Der Weißkopf-Kapuzineraffe lebt in feuchten Tieflandregenwäldern, halbtrockenen Laubwäldern und Mangroven. Die Ernährung, Fortpflanzung und sonstige Verhaltensweisen sind bisher nicht näher erforscht worden.

## Gefährdung
Die IUCN listet den Weißkopf-Kapuzineraffen bisher nicht. In seinem Verbreitungsgebiet liegen drei Schutzgebiete.